# Gisèle de Bavière
Pour les articles homonymes, voir Gisèle.
Gisèle de Bavière, née vers 985 et morte le 7 mai vers 1060 à Passau, est une princesse germanique issue de la dynastie des Ottoniens, fille du duc Henri le Querelleur et de Gisèle de Bourgogne. Elle fut l'épouse d'Étienne Ier et la première reine de Hongrie de 1001 à 1038, à la suite de grande-princesse (997-1000) et  duchesse (Sarolt). Elle a été déclarée bienheureuse par l'Église catholique.

## Enfance
La fille aînée de Henri le Querelleur (951–995), duc de Bavière, Gisèle est la sœur du futur empereur Henri II. Sa mère Gisèle († 1006 ou 1007), fille du roi Conrad III de Bourgogne (nommé Conrad 1er, comme roi d'Arles) dont elle reçoit le nom de baptême, la met au monde vers 985, après deux garçons, Henri II et Bruno (futur évêque d'Augsbourg), et avant une autre fille, Brigitte. C'est l'époque où son père se réconcilie définitivement avec l'impératrice Théophano, veuve de son cousin Otton II et régente du Saint-Empire.
Elle reçoit une éducation chrétienne très poussée, notamment de la part de l'évêque Wolfgang de Ratisbonne, confesseur et conseiller de la cour ducale en Bavière. Toute son enfance, elle voit son père en conflit frontalier presque constant avec la grande-principauté de Hongrie. En août 995, il meurt à l'abbaye de Gandersheim, laissant le duché de Bavière à son fils aîné Henri II. Gisèle est aussitôt fiancée à Étienne (969–1038), l'héritier de la Hongrie. Elle a alors une dizaine d'années.

## Mariage
Après leur défaite à la bataille du Lechfeld en 955 et une série de conflits avec l'Empire byzantin, les Magyars (Hongrois) se sont rapprochés de l'Occident. Étienne (Vajk) et son père, le grand-prince Géza de Hongrie, ont été  baptisés par l'évêque Adalbert de Prague en 985. Cette intégration a été renforcée par l'union conjugale de Gisèle et Étienne, souhaitée autant par la cour impériale d'Otton III que par Géza.
Le mariage qui eut lieu au château de Scheyern à la fin de 995 ou au début de 996 ne se fit pas sans concessions : les Hongrois cédaient le sud-ouest de la Grande-Moravie et le bassin de Vienne qui deviennent partie intégrante du margraviat d'Autriche ; de plus, ils acceptaient une évangélisation accrue de leur pays. En échange, la Bavière promettait la paix : durant neuf siècles, la frontière demeura presque stable sur les rives de la Morava et de la Leitha.
Après les cérémonies, une suite nombreuse accompagna Gisèle au pays de son époux et beaucoup étaient des religieux. À la suite du décès de Géza en 997, Étienne lui succède comme grand-prince de Hongrie. Par l'entremise d'Astéric, abbé du monastère de Břevnov à Prague, et soutenu par l'empereur Otton III, il a reçu les insignes du royaume de Hongrie des mains du pape Sylvestre II vers 1001 (la date exacte du couronnement est inconnue).

## Descendance

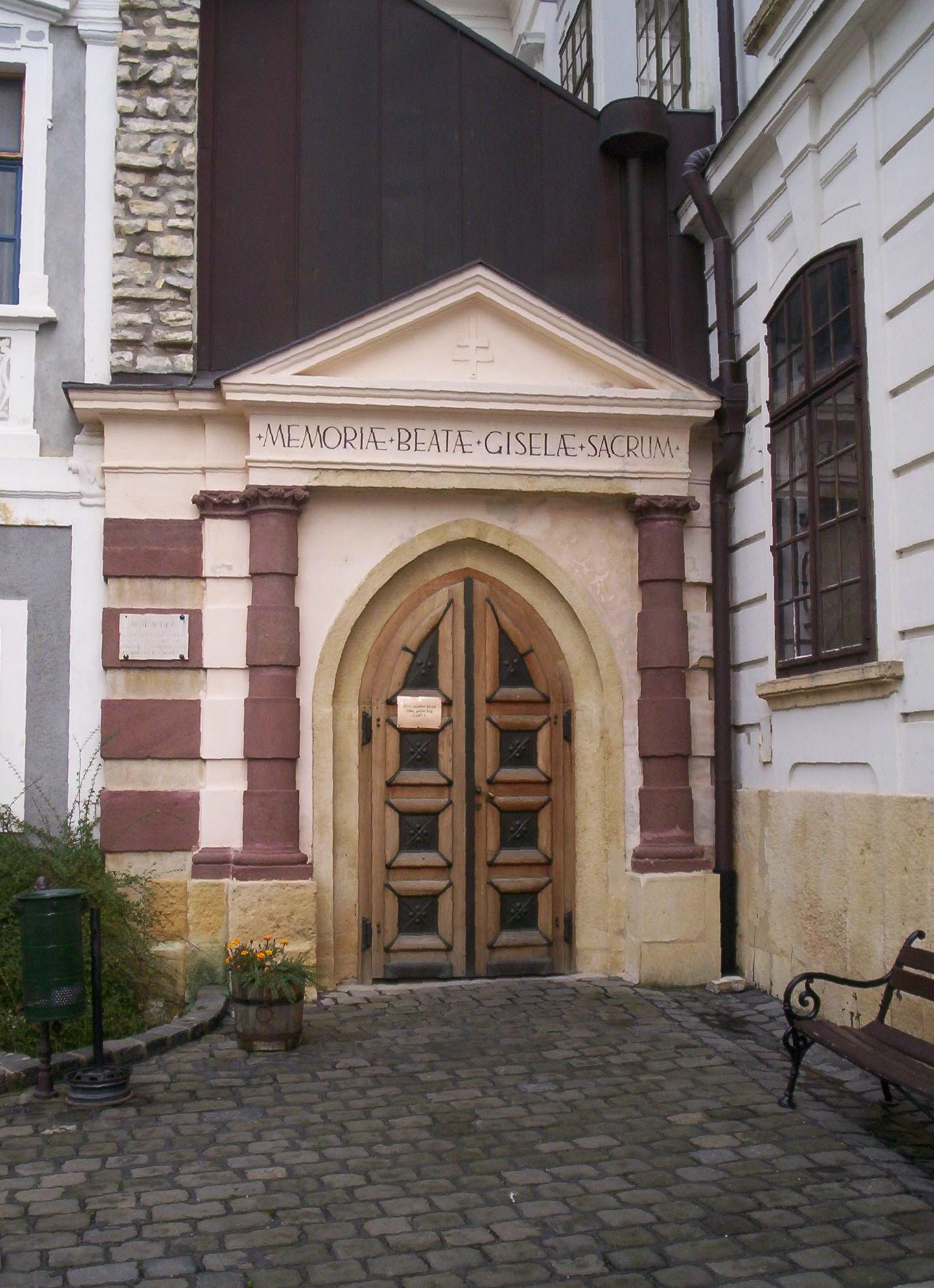
La chapelle de la reine Gisèle à Veszprém.

Étienne lui donna plusieurs fils : l'aîné, peut-être nommé Otton, devait être né avant 1002 et un autre se serait également prénommé Étienne, mais ils sont morts jeunes et les sources qui les mentionnent sont très tardives alors que les informations sont plus riches concernant le cadet, Émeric de Hongrie, qui deviendra saint Émeric. Né en 1007, il mourut pourtant en 1031, tué au cours d'une partie de chasse.
La théorie affirmant qu'Agathe, épouse du prince anglais Édouard l'Exilé (ou d'Outremer) et mère de la reine Marguerite d'Écosse, était une fille d'Étienne et de Gisèle est aujourd'hui écartée.

## Veuvage
Veuve en 1038, elle vit bientôt Pierre, neveu et successeur de son époux, renier ses engagements vis-à-vis de lui et tyranniser les habitants, elle comprise. D'abord arrêtée et dépouillée de ses biens, elle finit par abandonner son pays d'adoption en 1042 pour regagner sa Bavière natale avec l'aide du roi Henri III. Au bout de quelques années à Kochel, elle se retira à l'abbaye bénédictine de Niedernburg (de) dans la ville de Passau, y prit le voile et y mourut vers 1060.
Gisèle fut déclarée bienheureuse en 1975. Son tombeau à Passau, en Bavière, est la destination de nombreux pèlerins.